# Ганзейская регата

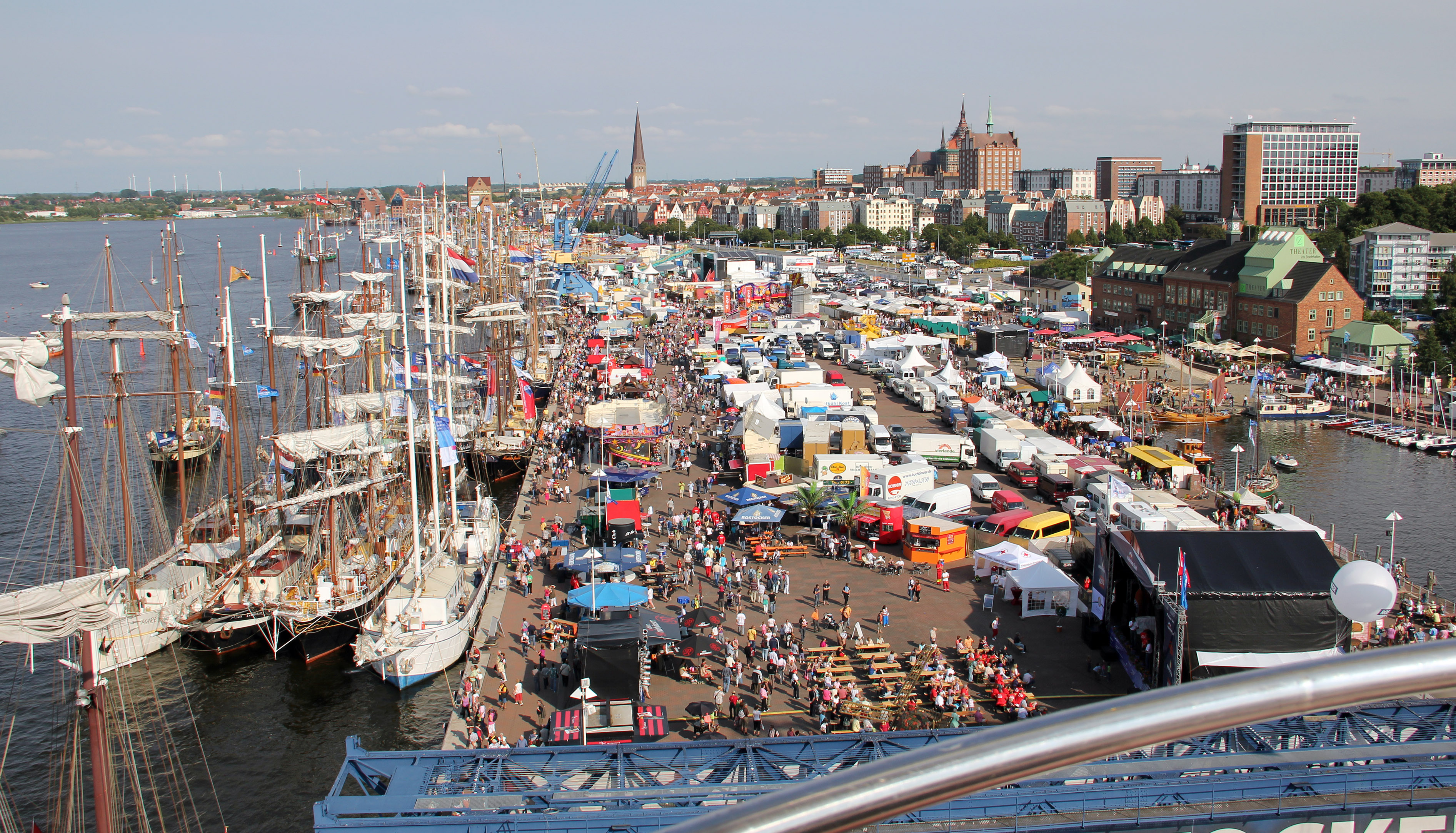
Ганзейская регата в 2010 году.

Ганзейская регата (нем. Hanse Sail, дословно — «Ганзейские паруса») — традиционная ежегодная международная парусная регата. Проводится в Ростоке с 1991 года в конце второй недели августа. Крупнейшая в мире регата, в которой участвуют современные и старинные парусные суда. В программу регаты входят форумы, конференции и выставки. Традиционно регата продолжается три дня и завершается в субботу вечером большим шоу и фейерверком.
Ежегодно регату посещает до полутора миллионов человек, при том, что население самого Ростока примерно 200 тысяч. В мероприятии участвуют корабли из Нидерландов и Великобритании. От России постоянными участниками являются барки «Крузенштерн» и «Седов», фрегаты «Штандарт» и «Надежда». Всего в соревнованиях участвуют до двухсот судов.
Зрители, помимо самой регаты, могут посетить соревнования по гребле на байдарках, ярмарку народных ремёсел, ярмарку филателистов, конкурсы Мистер и Мисс «Hanse Sail», поучаствовать в различных лотереях. Кроме того, им представляется возможность подняться на борта судов, совершить по ним экскурсии и попробовать судовую кухню. Культурная программа нередко расширяется за счёт различных мероприятий. Например, в 2014 году в неё был включён слёт гидросамолётов.